# 45 rpm

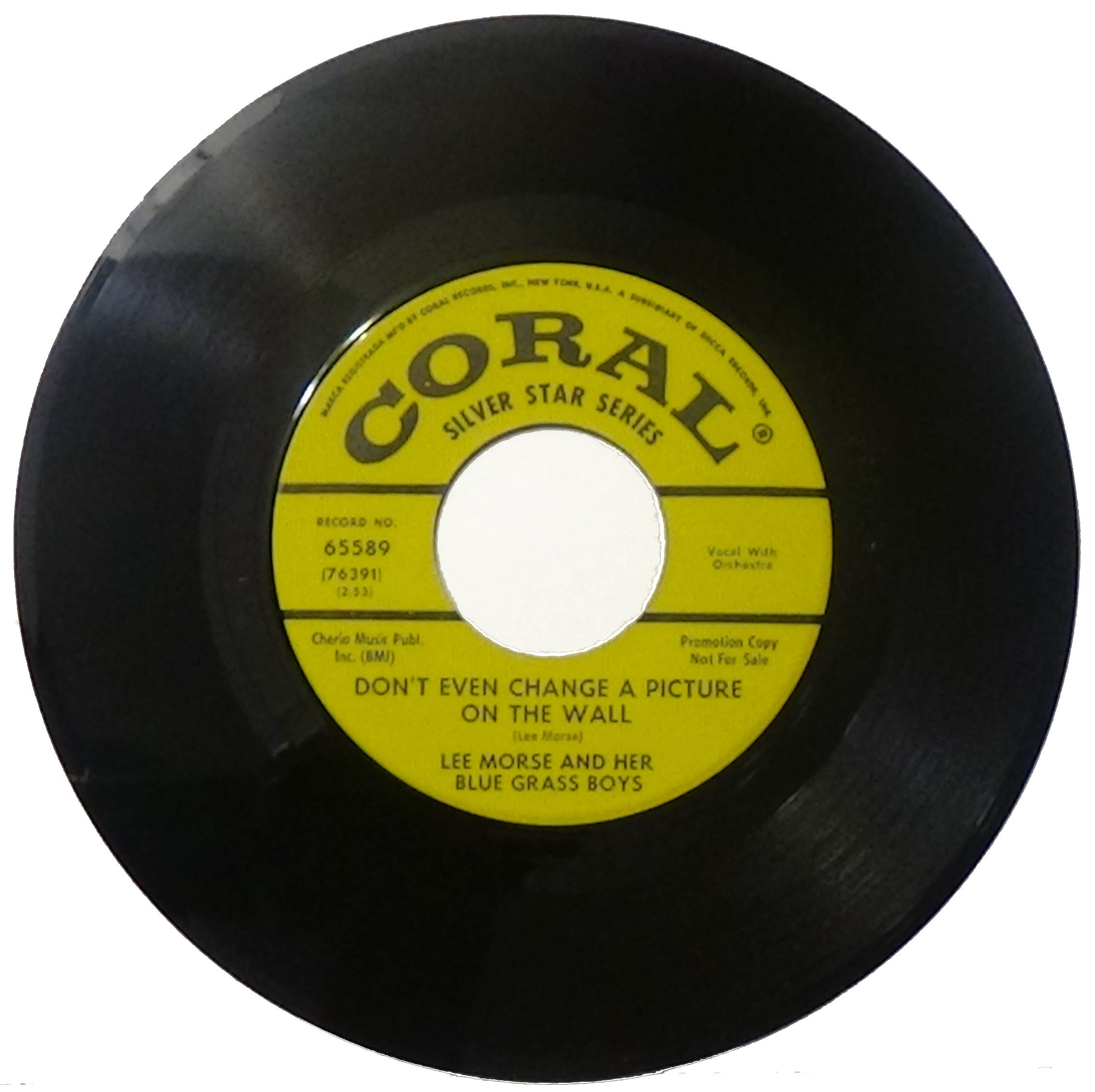
Un disc de 7" al casei M-G-M

Un disc 45 rpm sau 7" este un tip de disc de vinil, utilizat pentru înregistrarea și redarea în special a melodiilor single. Au dimensiunea (diametrul) de 177,8 mm (7 inch/țoli)